# Państwo młodzi: Chuck i Larry
Państwo młodzi: Chuck i Larry – amerykańska komedia romantyczna z 2007 roku. Remake australijskiego filmu Podatkowi desperaci z 2004 roku.

## Fabuła
Larry i Chuck, pomimo orientacji heteroseksualnej, postanawiają zawrzeć fikcyjne małżeństwo, by dostać pieniądze z funduszu socjalnego dla małżeństw. Pomaga im prawniczka, piękna Alex McDonough.

## Obsada
- Adam Sandler – Chuck Levine
- Kevin James – Larry Valentine
- Jessica Biel – Alex McDonough
- Dan Aykroyd – Kapitan Tucker
- Ving Rhames – Duncan
- Steve Buscemi – Clint Fitzer
- Nicholas Turturro – Renaldo Pinera
- Allen Covert – Steve
- Richard Chamberlain – Radny Banks
- Rachel Dratch - Kierownik Sara Powers
- Nick Swardson - Kevin McDonough
- Blake Clark - Zwariowany bezdomny
- Mary Pat Gleason - Teresa

i inni. 